# Knarr
Knarr (poznat kao knaar, knorr i knörr) - vrsta nordijskog trgovačkog broda kojim su Vikinzi plovili po sjevernom Atlantiku. 

## Karakteristike broda
Knarr je karakteristične preklopne gradnje baš kao i svi vikinški brodovi, a bio je izrađen od hrastovine ili borovine. Metoda preklopne gradnje koristi duge tanke daske koje su čavlima pričvršćene za jednu kobilicu tako da svaka sljedeća daska preklapa onu prije. Brod je imao pravokutno jedro na trajno učvršćenom jarbolu (za razliku od jarbola dugih brodova - drakkara koje se moglo skinuti), te je tako robustan i stabilan bio idealan za duža trgovačka i istraživačka putovanja na koje su Vikinzi kretali od 10. st. na dalje. 
Knarr je teretni brod koji je bio širih dimenzija, s omjerom duljine i širine koji je u prosjeku iznosio 4:1 u usporedbi s istim omjerom, koji je kod drakkara bio 7:1. Dodatna širina broda omogućila je prostor za središnje duboko skladište za teret. U prosjeku je bio dug 16 m, širok 5 m, a mogao je prevoziti 20-ak tona tereta. Knarr je prevozio robove, vunu, pšenicu, med, krzno,
životinjsku kožu, morževu bjelokost, nakit, oklope, oružje, drvo, hranu i piće. Korišten je i za opskrbu najudaljenijih vikinških kolonija, prevozeći prije svega hranu, piće i odjeću, vraćajući se s robom za trgovanje. 
Iako su brodovi imali nekoliko otvora za vesla duž kratkih paluba sa svake strane broda, ona su se koristila samo kada je brod bilo potrebno umiriti ili kada se približavao obali. Bilo je dovoljno pet, ponekada i nešto malo više ljudi da se brod pokrene veslanjem najčešće samo prilikom isplovljavanja i uplovljavanja. Nije se mogao usidriti na niskoj obali i plažama pa je u tom slučaju korišten manji brod za iskrcaj ljudi i tereta. Budući da knarr jako malo ovisi o veslanju i uvelike koristi snagu vjetra za to doba je savršen za duga morska putovanja po Atlantiku gdje bi se inače veslači brzo umorili dugotrajnim veslanjem. Obično je na njemu bilo od 6 do 8 ljudi, a uz povoljan vjetar je održavao prosječnu brzinu od 5 do 7 čvorova.

## Ekspanzija na zapad
Doseljenici na Island putovali su u knarrima, najčešće sa zapadnih škotskih otoka, dovodeći sa sobom Kelte kao robove. Većina ih je došla iz Norveške. 
Knarri su bili nositelji zapadne ekspanzije. S njima su Vikinzi pošli u naseljavanje Grenlanda i došli do Newfoundlanda. Njihova prostrana središnja skladišta prekrivena ceradama imala su dovoljno mjesta za ljude, domaće životinje i zalihe hrane. Na dugim putovanjima su prevožene velike količine tereta u svrhu trgovanja. Što je bilo više tereta, to je manje prostora ostajalo za putnike i posadu koja je upravljala brodom. Knarr je imao trokutaste prostore na pramcu i krmi. To su bila vlažna i mračna mjesta gdje su putnici ipak rađe boravili nego dijelili prostor sa životinjama. Cijelo vrijeme je bilo neophodno izbacivati i morsku vodu koja je u brod ovako otvorenog tipa lako ulazila. Na brodu se nije moglo kuhati zbog čega se hrana brzo kvarila stoga se ona uvelike sušila. 
Neki su proputovali svih 1.050 km od norveške obale odjednom, kursom prema zapadu do najbliže islandske obale. U idealnim uvjetima za jedrenje, to je putovanje moglo trajati samo četiri dana. Drugi su išli južnijom rutom, gdje bi na putu pristajali na Shetlandskom i Farskom otočju, otprilike 2 dana jedrenja po otvorenom oceanu od jugoistočne obale Islanda. Bez obzira koju rutu odabrali, kolonisti su bili suočeni s opasnim putovanjem i izloženi nepredvidivim opasnostima atlantskih oluja.

## Knarr iz Skuldeleva
Jedan od najbolje sačuvanih vikinških knarra koji je sagrađen na početku 11. st., pronađen je godine 1957. u području Peberrenden pokraj mjesta Skuldelev u fjordu Roskilde na otoku Zelandu u Danskoj. 
Danski arheolozi Olaf Olsen i Ole Crumlin-Pedersen izvršili su podvodna iskapanja i pronašli ukupno 5 različitih vikinških brodova, koji su izvučeni na površinu 1962. godine.
Po svemu sudeći ovi brodovi su tu bili potopljeni da bi se zapriječio ulazak neprijatelja dublje u fjord kako bi se zaštitio tadašnji glavni grad Roskilde. Danas je svih 5 brodova, poznatih kao brodovi iz Skuldeleva, izloženo u Muzeju vikinških brodova u Roskildeu.

## Poveznice
- Vikinški brod

- Vikinzi

- Drakkar